# Stadsbrand van Utrecht (1148)
In de stad Utrecht woedde in 1148 een stadsbrand waarbij volgens de Annalen van Egmond onder meer vier kerken en een abdij afbrandden. 